# Safer Internet Day

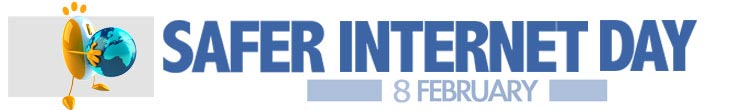
Il logo dell'edizione 2011 del Safer Internet Day

La Giornata mondiale per la sicurezza in rete, nota con la locuzione inglese Safer Internet Day (traducibile come Giornata dell'Internet più sicuro) è una giornata internazionale istituita nel 2004 dall'Unione europea per sensibilizzazione sui rischi che comporta l'uso di internet.
Ricorre il secondo giorno della seconda settimana del mese di febbraio di ogni anno. A livello comunitario, l'iniziativa è coordinata dalla rete Insafe. Nei singoli Paesi membri dell'Unione, le iniziative volte a promuovere un uso consapevole della rete fanno capo ai rispettivi centri per la sicurezza in rete nazionali. In Italia, tale funzione è svolta dal progetto Generazioni Connesse coordinato dal Ministero dell'istruzione, dell'università e della ricerca (all'epoca Ministero dell'istruzione, dell'università e della ricerca) che dal 2012 unisce in un Consorzio l'Autorità garante per l'infanzia e l'adolescenza, il Ministero della cultura, la Polizia postale e delle comunicazioni, Save the Children Italia, Telefono Azzurro, l'agenzia stampa DIRE, la Cooperativa E.D.I., il Consiglio nazionale dell'ordine degli psicologi, l'Università degli Studi di Roma "La Sapienza", l'Università degli Studi di Firenze e il Movimento difesa del cittadino. Gli attori coinvolti sono quindi famiglie e imprese, istituzioni dello Stato e organizzazioni non governative.
Tra le iniziative del Safer Internet Day rientrano convegni, concorsi a premi e campagne di sensibilizzazione incentrati su temi legati al cyberbullismo, alla pedopornografia e pedofilia on-line, al sexting, alla perdita di privacy ma anche alla dipendenza da videogiochi e a uno stile di vita eccessivamente sedentario o al rischio di isolamento, soprattutto tra gli utenti più giovani.

## Storia
In Europa, le iniziative sono state anche oggetto di un programma finanziato dall'UE, il Safer Internet (dal 1999 al 2004), divenuto poi Safer Internet Plus (dal 2005 al 2008), e ulteriormente prorogato fino al 2015.

Il programma identificava due tipologie di contenuti, destinate ad un diverso trattamento: contenuti nocivi e contenuti illegali. In linea di principio, incoraggiava l'industria dei produttori a:
- percorrere la strada dell'autoregolamentazione,
- dotare gratuitamente genitori e docenti di sistemi di classificazione e filtraggio dei contenuti, a tutela dei minorenni loro affidati.

Oltre a proporre la promozione dell'uso sicuro di Internet, l'obbiettivo generale era quello di "incoraggiare, a livello europeo, un ambiente favorevole allo sviluppo dell'industria legata a Internet". Tale politica di lungo termine era tesa a creare una società dell'informazione come asset fondante del sviluppo economico e democratico del continente, a partire dalle generazioni più giovani.
Nelle iniziative sono state coinvolte le Reti Insafe e Inhope.  

La rete Inhope è un coordinamento di 46 hotline costituitesi formalmente nel 1999 in un'associazione e in una fondazione (INHOPE Foundation) con sede in Germania ed un proprio statuto collabora con le Forze dell'Ordine e la magistratura nella raccolta di segnalazioni da parte di minorenni e adulti su casi di: discriminazione (sessuale, etnica, di genere, ecc.), adescamento minorile e scambio di materiale pedopornografico, sia su siti Web che nelle reti Peer-to-peer. 

L'azione consiste che In primo luogo, provvede alla trasmissione alle autorità competenti per legge delle informazioni utili al perseguimento di condotte rilevanti dal punto di visto penale. Inoltre, è attiva nella prevenzione di situazioni di rischio pericolo, a tutela dei minori.
Inhope e Insafe hanno promosso i Safer Internet Day in modo congiunto nel 2018, e sono entrambe coinvolte anche nel 2019.

Dal 2012 le iniziative del Safer Internet Day in Italia sono coordinate dal consorzio "Generazioni Connesse".